# Piletocera xanthosoma
Piletocera xanthosoma is een vlinder van de familie van de grasmotten (Crambidae). De wetenschappelijke naam van deze soort is vonor het eerst voorgesteld als Strepsimela xanthosoma door Edward Meyrick in een publicatie uit 1886.
De soort komt voor in Samoa en Fiji.